# Uomini catapulta
Uomini catapulta (Bailout at 43,000) è un film del 1957 diretto da Francis D. Lyon, con John Payne e Karen Steele.

## Trama
La storia narra le vicende di gruppo di aviatori americani che deve sperimentare un nuovo modello di seggiolino espulsore per aerei supersonici.